# Григорьевский, Иван Фёдорович
Иван Фёдорович Григорьевский (28 декабря 1901, с. Большая Грибановка, Тамбовская губерния — 31 декабря 1982, Кисловодск, Ставропольский край) — советский военный деятель, генерал-лейтенант (1944). Герой Советского Союза (6.04.1945).

## Биография
Родился 28 декабря 1901 года в семье крестьянина в селе Большая Грибановка (ныне — районный центр Воронежской области посёлок городского типа Грибановский).
Окончил три класса сельской школы.

### Гражданская война
15 июня 1919 года был призван в ряды РККА.
Служил красноармейцем маршевой роты и заградительного отряда по борьбе с дезертирством 8-й армии Южного фронта. Принимал участие в боях Гражданской войны.

### Межвоенное время
В 1923 году окончил 49-е Грозненские пехотные командные курсы.
С января 1923 по ноябрь 1937 года служил в 111-м стрелковом полку (37-я стрелковая дивизия), дислоцированной в Георгиевске Ставропольского края, на должностях командира отделения, старшины роты, командира взвода, помощника начальника пулемётной команды полка, помощника командира и командира роты, начальника штаба и командира батальона, начальника полковой школы.
В 1925 году вступил в ВКП(б).
В 1926 году был слушателем Высших курсов усовершенствования по физической подготовке в Ленинграде.
В 1938 году окончил курсы усовершенствования комсостава «Выстрел».
В августе 1938 года был назначен на должность помощника инспектора Инспекции сухопутных военных училищ РККА, в марте 1939 года — на должность помощника командира 26-го горнострелкового полка (Закавказский военный округ). С января 1940 по октябрь 1941 года командовал 105-м горнострелковым полком (77-я горнострелковая дивизия) в том же округе.
В июле 1941 года принимал участие в операции по вводу войск в Иран, где затем размещался полк.
В октябре 1941 года был назначен на должность начальника штаба 61-й стрелковой дивизии (Закавказский фронт).

### Великая Отечественная война
С 29 августа 1942 года принимал участие в боях на фронтах Великой Отечественной войны, когда 61-я стрелковая дивизия была введена в оборону для отражения наступления 4-й горно-стрелковой дивизии противника под командованием генерала Эгельзеера.
В ноябре подполковник Григорьевский был откомандирован в Военную академию им. Ворошилова в Москву, которую окончил в мае 1943 года. 15 апреля 1943 года ему присвоено звание «Полковник».
27 мая 1943 года полковник Григорьевский был назначен на должность командира 348-й стрелковой дивизии (63-я армия, Брянский фронт). Во время Курской битвы 12 июля дивизия под командованием Григорьевского начала наступление из района посёлка Залегощь. В течение июля дивизия освободила до сотни населённых пунктов в Орловской области и 5 августа освободила Орёл, обойдя с юга. В этот же день в Москве в честь освобождения состоялся первый салют. За умелое командование дивизией при прорыве обороны противника на Орловско-Курской дуге полковник Григорьевский был награждён орденом Красного Знамени.
В августе-сентябре дивизия полковника Григорьевского освобождала Брянскую и Гомельскую области. Во время форсирования Десны Григорьевский был ранен, но продолжил командовать дивизией, которая отличилась во время освобождения Навли, Трубчевска и Стародуба. В ходе наступления Ивану Фёдоровичу Григорьевскому было присвоено воинское звание «генерал-майор», а за умелое командование дивизией при освобождении Брянской области был награждён орденом Суворова 2-й степени.
Во время Рогачёвской операции дивизия под командованием генерал-майора Григорьевского к февралю 1944 года с освобождением районов Гомельской и части Могилёвской областей вышла на реку Друть, где перешла к обороне.
28 мая 1944 года генерал-майор Григорьевский был назначен на должность командира 61-го стрелкового корпуса (69-я армия, 1-й Белорусский фронт), в который входили 134-я, 247-я и 274-я стрелковые дивизии. Корпус дислоцировался севернее Владимира-Волынского.
61-й стрелковый корпус под командованием генерал-майора Григорьевского в ходе Брестско-Люблинской операции наступал на левом фланге 1-го Белорусского фронта, обеспечивая связь с 3-й гвардейской армией (1-й Украинский фронт). 20 июля Григорьевский с четырьмя полками форсировал Западный Буг в районе Кладнев — Ясеиица — Загурник и продолжил наступление на Люблинском направлении. 29 июля штурмовые батальоны 91-го и 61-го стрелковых корпусов форсировали Вислу в районе города Пулавы, где овладели плацдармом на западном берегу. К 1 августа 134-я стрелковая дивизия овладела населённым пунктом Бжесце, а 274-я — пунктами Гнязкув и Петровень, отражая контратаки противника. Отразив контратаки противника, 61-й стрелковый корпус начал расширение плацдарма, отодвинув линию фронта к населённым пунктам Насилув и Яновец.
2 ноября 1944 года Ивану Фёдоровичу Григорьевскому присвоено звание «генерал-лейтенант». С Пулавского плацдарма в январе 1945 года началось дальнейшее наступление 61-го стрелкового корпуса.
14 января 1945 года штурмовые батальоны 61-го стрелкового корпуса перешли в наступление, и к концу дня оборона противника была прорвана. В прорыв был введён 11-й танковый корпус под командованием генерал-майора И. И. Ющука. При поддержке танков 134-я и 274-я стрелковые дивизии 61-го стрелкового корпуса 16 января 1945 года вошли в Радом, и к концу этого же дня город был освобождён. Продолжая наступление, корпус форсировал реки Пилица и Варта, освободил города Томашув и Яроцин. К концу января вышел к Одеру севернее города Франкфурт-на-Одере.
Указом Президиума Верховного Совета СССР от 6 апреля 1945 года за образцовое выполнение боевых заданий командования на фронте борьбы с немецко-фашистскими захватчиками и проявленные при этом мужество и героизм генерал-лейтенанту Ивану Фёдоровичу Григорьевскому присвоено звание Героя Советского Союза с вручением ордена Ленина и медали «Золотая Звезда».
В апреле 1945 года 61-й стрелковый корпус в составе 69-й армии принимал участие в Берлинской операции. 16 апреля, перейдя в наступление с плацдарма севернее Франкфурта, корпус прорвал оборону противника и в ходе наступления достиг реки Шпрее в районе города Фюрстенвальде, куда отошла крупная губенская группировка противника, оказавшаяся в окружении, с которой корпус неделю вёл боевые действия. К 25 апреля группировка была оттеснена к Луккенвальде, где и была уничтожена.
26 апреля 61-й стрелковый корпус занял город Тройенбрицен, после чего вышел на Эльбу в районе Магдебурга, где 1 мая встретился с американскими войсками. За умелое командование корпусом в Берлинской операции Иван Фёдорович Григорьевский был награждён орденом Кутузова 2 степени.

### Послевоенная карьера
С августа 1945 года командовал 12-м гвардейским стрелковым корпусом (3-я ударная армия). В январе 1947 года был назначен на должность заместителя командующего войсками 8-й гвардейской армии в составе Группы советских войск в Германии. Был им по апрель 1949 года, когда его направили на учёбу.
В 1950 году окончил Высшие академические курсы при Высшей военной академии имени К. Е. Ворошилова.
С апреля 1950 по январь 1951 года командовал 22-м стрелковым корпусом (Закавказский военный округ), с января по декабрь 1951 года — войсками Комсомольско-Хабаровского района противовоздушной обороны. С декабря 1951 по июнь 1953 года служил на должности помощника командующего 1-й Отдельной Краснознамённой армией. С июня 1953 по октябрь 1955 года командовал 87-м стрелковым корпусом (25-я армия, Дальневосточный военный округ), а с октября 1955 по ноябрь 1957 года служил на должности заместителя командующего войсками Северного военного округа по войскам противовоздушной обороны, в январе 1958 года вышел в запас.

### Смерть

Могила И. Ф. Григорьевского

Иван Фёдорович Григорьевский жил и работал в Кисловодске (Ставропольский край), он умер 31 декабря 1982 года. Похоронен Кисловодск на городском кладбище.

## Воинские звания
- Капитан (1936 год);
- майор (17 апреля 1938 года);
- подполковник (25 июля 1942 года);
- полковник (15 апреля 1943 года);
- генерал-майор (15 сентября 1943 года);
- генерал-лейтенант (2 ноября 1944 года).

## Награды
- Медаль «Золотая Звезда» Героя Советского Союза № 5192 (6.04.1945);
- два ордена Ленина (21.02.1945; 06.04.1945);
- три ордена Красного Знамени (27.07.1943; 03.11.1944; 15.11.1950);
- орден Суворова 2-й степени (21.09.1943);
- орден Кутузова 2-й степени (29.05.1945);
- медаль «За оборону Кавказа»;
- медаль «За победу над Германией в Великой Отечественной войне 1941—1945 гг.»;
- медаль «За взятие Берлина»;
- медаль «За освобождение Варшавы»;
- другие медали СССР

Иностранные награды
- орден Британской империи 3-й степени (19.01.44);
- орден «Крест Грюнвальда» 3-го класса (Польша);
- медаль «За Одру, Нису и Балтику» (Польша);
- медаль «За Варшаву 1939—1945» (Польша).

## Память
- На родине И. Ф. Григорьевского в поселке городского типа Грибановский его именем названа улица[8].